# 浦西公寓

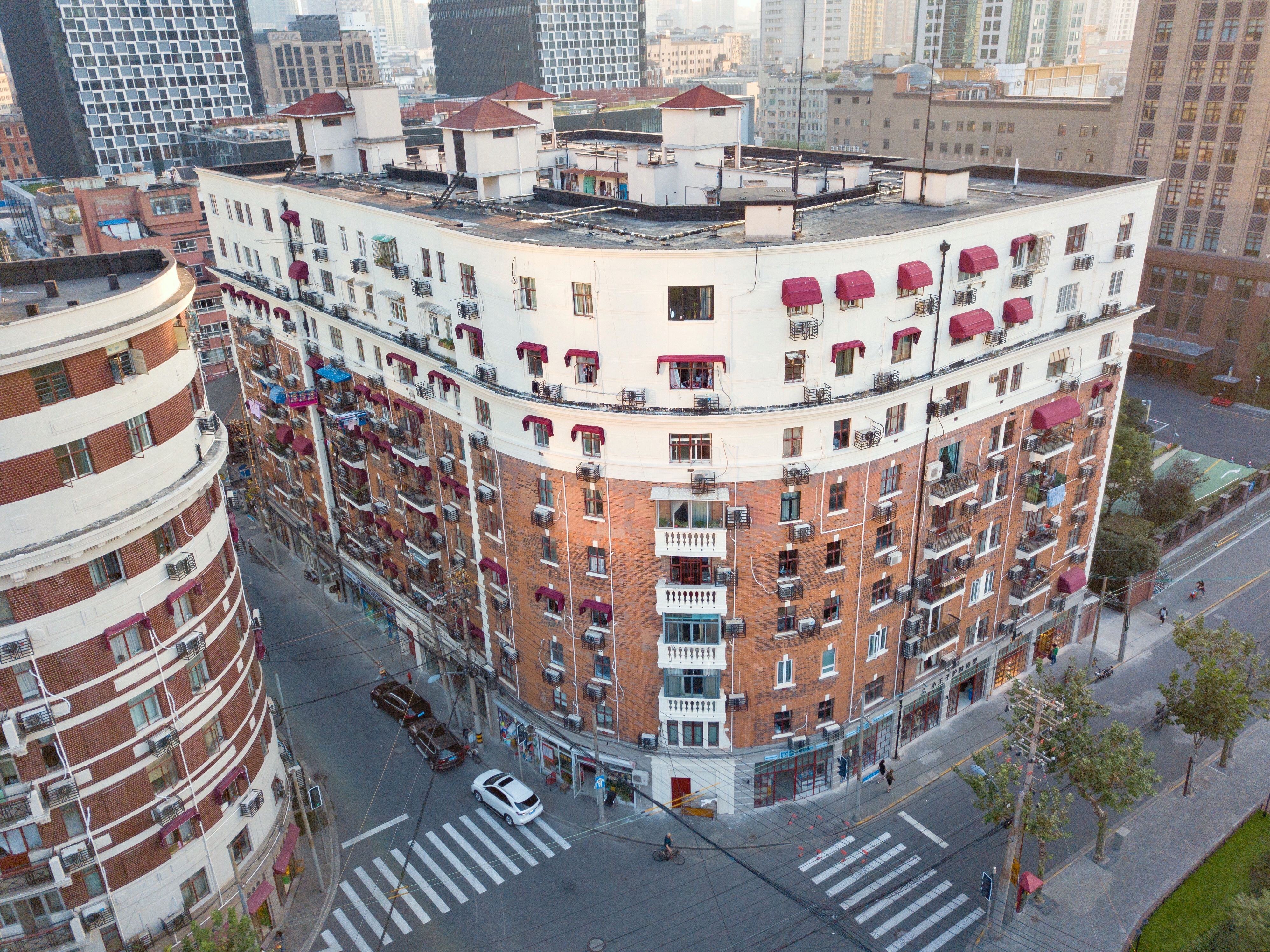
浦西公寓

浦西公寓（ほせいこうぐう）、は、上海市虹口区にある集合住宅。旧名はピアス・アパートメント。
この建物は1931年に竣工し、折衷主義様式の建築である。竣工当時は7階建てだったが、1977年に9階建てに増築された。竣工当時の浦西公寓は75室あり、外国人専用住宅だった。特に日本人住民が多く、「アヘン王」と呼ばれた里見甫、新聞聯合社上海支局長の松本重治もここの住民だった。浦西公寓はいまも住宅として使われ、上海市優秀歴史建築でもある。